# Championnat d'Ukraine de football de deuxième division 2013-2014
 (mai 2021).
Navigation
2012-2013 2014-2015
La saison 2013-2014 de Percha Liha est la vingt-troisième saison de la deuxième division ukrainienne. Chaque équipe rencontre deux fois ses adversaires, une fois à domicile et une fois à l'extérieur.
Au terme de la saison, le champion et le vice-champion de cette division sont promus en Premier-Liga, tandis que les trois derniers du classement sont relégués en Drouha Liha.
L'Olimpik Donetsk remporte le championnat et est promu en première division, son dauphin, FK Oleksandriïa, refuse la promotion à cause de la situation instable dans le pays. Pour les mêmes raisons trois autres clubs se retirent du championnat, les relégations vers la troisième division sont annulées.

## Classement
| Rang | Équipe                  | Pts | J  | G  | N  | P  | Bp | Bc | Diff |
| ---- | ----------------------- | --- | -- | -- | -- | -- | -- | -- | ---- |
| 1    | Olimpik Donetsk         | 55  | 30 | 16 | 7  | 7  | 45 | 33 | +12  |
| 2    | PFC Oleksandriïa        | 52  | 30 | 14 | 10 | 6  | 47 | 28 | +19  |
| 3    | Stal Altchevsk          | 51  | 30 | 16 | 3  | 11 | 41 | 33 | +8   |
| 4    | FK Poltava              | 46  | 30 | 14 | 4  | 12 | 36 | 34 | +2   |
| 5    | FK Desna Tchernihiv P   | 44  | 30 | 14 | 2  | 14 | 33 | 27 | +6   |
| 6    | Zirka Kirovohrad        | 44  | 30 | 12 | 8  | 10 | 36 | 34 | +2   |
| 7    | Naftovyk Okhtyrka       | 43  | 30 | 12 | 7  | 11 | 40 | 35 | +5   |
| 8    | UkrAhroKom Holovkivka P | 42  | 30 | 11 | 9  | 10 | 27 | 27 | 0    |
| 9    | Helios Kharkiv          | 41  | 30 | 10 | 11 | 9  | 29 | 35 | -6   |
| 10   | Nyva Ternopil P         | 39  | 30 | 10 | 9  | 11 | 33 | 32 | +1   |
| 11   | FK Soumy                | 39  | 30 | 11 | 6  | 13 | 29 | 39 | -10  |
| 12   | Tytan Armiansk          | 38  | 30 | 10 | 8  | 12 | 32 | 41 | -9   |
| 13   | Bukovyna Tchernivtsi    | 36  | 30 | 10 | 6  | 14 | 26 | 36 | -10  |
| 14   | Dynamo-2 Kiev           | 32  | 30 | 8  | 8  | 14 | 29 | 30 | -1   |
| 15   | Avanhard Kramatorsk     | 31  | 30 | 7  | 10 | 13 | 23 | 27 | -4   |
| 16   | MFK Mykolaïv            | 31  | 34 | 9  | 4  | 17 | 34 | 49 | -15  |

| Légende : Qualifications et relégations | Légende : Qualifications et relégations |
| --------------------------------------- | --------------------------------------- |
|                                         | Promu en Premier-Liga                   |
|                                         | Suspension ou arrêt                     |
|                                         | Relégation en Drouha Liha               |

- Le vice-champion PFC Oleksandriïa refuse la promotion à cause de la situation instable dans le pays.
- UkrAhroKom Holovkivka fusionne en fin de saison avec le PFC Oleksandriïa pour former le FK Oleksandriïa.
- Le Tytan Armiansk est dissout en fin de saison à la suite de l'annexion de la Crimée par la Russie.
- L'Avanhard Kramatorsk est suspendu en fin de saison en raison des troubles dans l'Est de l'Ukraine.